# Mariä Geburt (Hering)

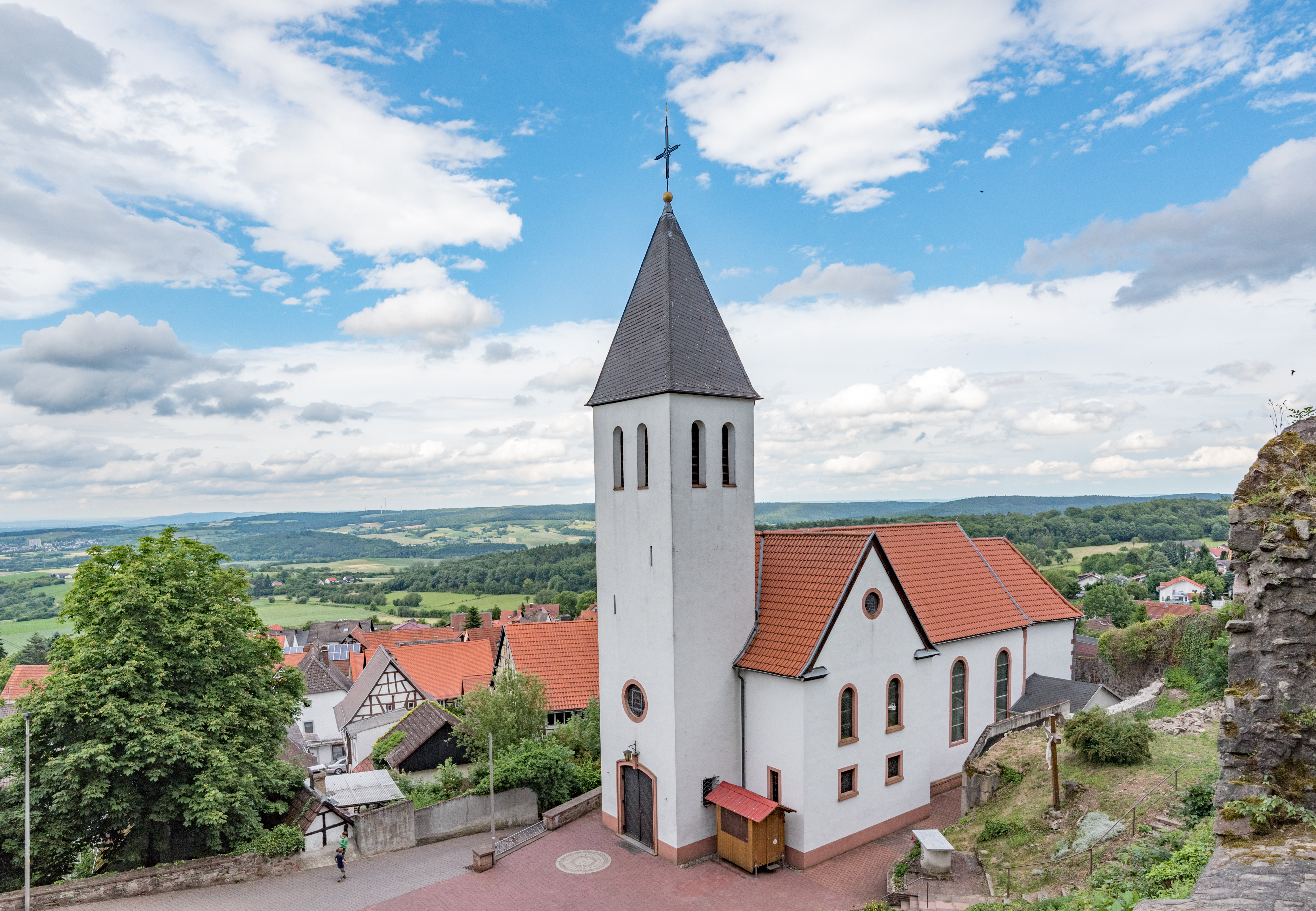
Maria Geburt

Die römisch-katholische, denkmalgeschützte Kirche Maria Geburt steht in Hering, einem Ortsteil der Gemeinde Otzberg im Landkreis Darmstadt-Dieburg in Hessen. Die Kirche gehört zur Pfarrgruppe Otzberg im Bistum Mainz.

## Beschreibung
Eine Kapelle wurde 1322 errichtet. Der eingezogene, dreiseitig geschlossene, mit einem Kreuzrippengewölbe überspannte Chor mit zwei Jochen im Osten entstand 1480. Das mit einem Satteldach bedeckte Langhaus und die Sakristei erhielten ihre heutige Form im 18. Jahrhundert.
Im Inneren ist das Langhaus mit einer Flachdecke überspannt. Die zwischen Chor und Langhaus abweichende Achsensymmetrie ist auf das Gelände zurückzuführen. 1929 wurden das Querschiff und der quadratische, mit einem hohen Pyramidendach bedeckte Kirchturm nach Plänen von Fritz Becker angebaut. Die Orgel von 1882 wurde 2005 von der Orgelbau Hardt ersetzt. Das Instrument hat 12 Register auf zwei Manualen und Pedal.
Bis zum Bau der evangelischen Kirche 1900 war die Saalkirche eine Simultankirche.